# Campeonato Mundial de Bádminton de 2017
El XXIII Campeonato Mundial de Bádminton se celebró en Glasgow (Reino Unido) entre el 21 y el 27 de agosto de 2017 bajo la organización de la Federación Mundial de Bádminton (BWF) y la Federación Escocesa de Bádminton.
Las competiciones se realizaron en la Emirates Arena de la ciudad escocesa.

## Calendario
| P | Preliminares | ⅛ | Octavos de final | ¼ | Cuartos de final | ½ | Semifinales | F | Finales |

| Agosto de 2017       | 21 Lun | 22 Mar | 23 Mié | 24 Jue | 25 Vie | 26 Sáb | 27 Dom |
| -------------------- | ------ | ------ | ------ | ------ | ------ | ------ | ------ |
| Individual masculino | P      | P      | P      | ⅛      | ¼      | ½      | F      |
| Dobles masculino     | P      | P      | P      | ⅛      | ¼      | ½      | F      |
| Individual femenino  | P      | P      | P      | ⅛      | ¼      | ½      | F      |
| Dobles femenino      | P      | P      | P      | ⅛      | ¼      | ½      | F      |
| Dobles mixto         | P      | P      | P      | ⅛      | ¼      | ½      | F      |

## Medallistas
| Evento               | Oro                                     | Plata                                       | Bronce                                                                                   |
| -------------------- | --------------------------------------- | ------------------------------------------- | ---------------------------------------------------------------------------------------- |
| Individual masculino | Viktor Axelsen Dinamarca                | Lin Dan China                               | Chen Long China Son Wan-Ho Corea del Sur                                                 |
| Dobles masculino     | Liu Cheng Zhang Nan China               | Mohammad Ahsan Rian Agung Saputro Indonesia | Takeshi Kamura Keigo Sonoda Japón Chai Biao Hong Wei China                               |
| Individual femenino  | Nozomi Okuhara Japón                    | Pusarla Sindhu India                        | Saina Nehwal India Chen Yufei China                                                      |
| Dobles femenino      | Chen Qingchen Jia Yifan China           | Yuki Fukushima Sayaka Hirota Japón          | Misaki Matsutomo Ayaka Takahashi Japón Kamilla Rytter Juhl Christinna Pedersen Dinamarca |
| Dobles mixto         | Tontowi Ahmad Liliyana Natsir Indonesia | Zheng Siwei Chen Qingchen China             | Lee Chun Hei Chau Hoi Wah Hong Kong Chris Adcock Gabrielle Adcock Inglaterra             |

## Medallero
| Núm. | País          | Oro | Plata | Bronce | Total |
| ---- | ------------- | --- | ----- | ------ | ----- |
| 1    | China         | 2   | 2     | 3      | 7     |
| 2    | Japón         | 1   | 1     | 2      | 4     |
| 3    | Indonesia     | 1   | 1     | 0      | 2     |
| 4    | Dinamarca     | 1   | 0     | 1      | 2     |
| 5    | India         | 0   | 1     | 1      | 2     |
| 6    | Corea del Sur | 0   | 0     | 1      | 1     |
| 6    | Hong Kong     | 0   | 0     | 1      | 1     |
| 6    | Inglaterra    | 0   | 0     | 1      | 1     |
|      | TOTAL         | 5   | 5     | 10     | 20    |